# منتخب نيوزيلندا تحت 20 سنة لكرة القدم
منتخب نيوزيلندا تحت 20 سنة لكرة القدم (بالإنجليزية: New Zealand national under-20 football team)‏ هو ممثل نيوزيلندا الرسمي في المنافسات الدولية في كرة القدم في فئة كرة قدم تحت 20 سنة للرجال.